# Il était temps (film)
Pour les articles homonymes, voir Il était temps et About Time.
Pour plus de détails, voir Fiche technique et Distribution.
Il était temps (About Time), ou À travers le temps au Québec, est une comédie fantastique britannique écrit et réalisée par Richard Curtis, sortie en 2013.

## Synopsis
À l’âge de 21 ans, Tim Lake découvre qu’il a la capacité de voyager dans le temps. Son père lui apprend qu'il s'agit d'un don transmis de génération en génération et qu'il ne concerne que les hommes de la famille. La propre mère de Tim l'ignore. Tim n'a pas le droit de modifier l'histoire, il n'a que le pouvoir d'interférer le cours de sa propre existence. Il apprend également qu'il faut éviter de modifier le passé et l'histoire, mais plutôt essayer d'agir pour améliorer sa vie.
Malheureusement les choses s’avèrent plus compliquées que prévu. Tim quitte les côtes de la Cornouailles pour faire un stage de droit à Londres et rencontre la belle et intéressante Mary. Alors qu’ils tombent amoureux l’un de l’autre, un voyage temporel malencontreux va effacer cette rencontre. Le jeune homme parvient à rétablir la situation. Il ne va cesser dès lors de ruser avec le destin, afin de toujours améliorer les choses et de rendre les conditions idéales.
Cependant, il y aura des situations où le destin sera le plus fort. Tim va donc apprendre à ses dépens que son don exceptionnel ne peut lui épargner certaines épreuves de la vie, et surtout que parfois, son entourage ne doit pas être aidé.

## Fiche technique
Sauf indication contraire, les informations mentionnées dans cette section peuvent être confirmées par la base de données cinématographiques IMDb,  présente dans la section « Liens externes ».
- Titre original : About Time
- Titre français : Il était temps
- Titre québécois : À travers le temps
- Réalisation et scénario : Richard Curtis
- Musique : Nick Laird-Clowes
- Direction artistique : David Hindle
- Décors : John Paul Kelly (décorations de plateau par Liz Griffiths)
- Costumes : Verity Hawkes
- Photographie : John Guleserian
- Son : Mike Dowson et Johnathan Rush
- Montage : Mark Day
- Production : Nicky Kentish Barnes, Tim Bevan et Eric Fellner
  - Production déléguée : Liza Chasin, Richard Curtis et Amelia Granger
  - Production associée : Emma Freud
  - Production exécutive : Tori Parry
- Sociétés de production : Working Title Films, Relativity Media
- Société de distribution : Universal Pictures
- Budget : 12 millions de dollars][1]
- Pays de production :  Royaume-Uni
- Langue originale : anglais
- Format : couleur (Company 3) — format négatif SxS Pro — imprimé au 35 mm et cinéma numérique — 2,35:1 — son Dolby Digital
- Genres : comédie fantastique de science-fiction
- Durée : 123 minutes
- Dates de sortie :
  - Royaume-Uni : 27 juin 2013 (Festival international du film d'Édimbourg) ; 4 septembre 2013 (sortie nationale)
  - France : 6 novembre 2013
- Classification :
  - France : Classification CNC : tous publics[2]

## Distribution
Sauf indication contraire, les informations mentionnées dans cette section peuvent être confirmées par la base de données cinématographiques IMDb,  présente dans la section « Liens externes ».
- Domhnall Gleeson (VF : Matthieu Sampeur ; VQ : Hugolin Chevrette-Landesque) : Tim Lake
- Rachel McAdams (VF : Chloé Stefani ; VQ : Geneviève Désilets) : Mary
- Bill Nighy (VF : Didier Flamand ; VQ : Daniel Picard) : James Lake, le père de Tim
- Margot Robbie (VF : Barbara Probst ; VQ : Catherine Proulx-Lemay) : Charlotte
- Lindsay Duncan (VF : Françoise Vallon ; VQ : Isabelle Miquelon) : Mary Lake, la mère de Tim
- Lydia Wilson (VF : Juliette Allain ; VQ : Catherine Brunet) : Catherine "Kit Kat" Lake, la sœur de Tim
- Richard Cordery (VQ : Marc Bellier) : Oncle Desmond, le frère de Mary Lake
- Tom Hollander (VF : Arnaud Bedouët ; VQ : Benoit Éthier) : Harry Chapman
- Will Merrick (VQ : Xavier Dolan) : Jay
- Tom Hughes (VQ : Gabriel Lessard) : Jimmy Kincade
- Vanessa Kirby (VQ : Ariane-Li Simard-Côté) : Joanna
- Lisa Eichhorn : la mère de Mary
- Ben Benson : le déserteur au théâtre
- Philip Voss : le juge au théâtre
- Richard E. Grant : un avocat au théâtre
- Richard Griffiths (VF : Gérard Boucaron) : un avocat au théâtre
- Joshua McGuire (en) (VQ : Philippe Martin) : Rory

Source et légende : Version Française (V.F.) sur le site AlterEgo (la société de doublage) ; Version québécoise (V. Q.) sur Doublage Québec

## Production

### Lieux de tournage
Sauf indication contraire, les informations mentionnées dans cette section peuvent être confirmées par la base de données cinématographiques IMDb,  présente dans la section « Liens externes ».
Le film a été tourné en Angleterre :
- en Cornouailles :
  - à Portloe,
  - à St Michael Penkevil ;
- à Londres :
  - à Notting Hill,
  - au 102 Golborne Road (en),
  - à la gare de Paddington,
  - sur Abbey Road,
  - au théâtre Old Vic.
  - à la station de métro Maida Vale (Bakerloo Line)

### Musique
Sauf indication contraire, les informations mentionnées dans cette section peuvent être confirmées par le générique de fin de l'œuvre audiovisuelle présentée ici, ainsi que par la base de données cinématographiques IMDb,  présente dans la section « Liens externes ».
- The Luckiest par Ben Folds de 2001.
- Push the Button par Sugababes de 2005.
- I Will Always Love You de Whitney Houston.
- Lullaby par Etna.
- What's Your Flava? (en) par Craig David de 2002.
- Dilemma par Nelly de 2002.
- Where or When (en) de Lorenz Hart et Richard Rodgers.
- When I Fall in Love de Victor Young et Edward Heyman.
- Il Mondo par Jimmy Fontana de 1965.
- Back To Black par Amy Winehouse de 2007.
- Spiegel im Spiegel par Arvo Pärt de 1978.
- Gold in them Hills par Ron Sexsmith.
- Into My Arms par Nick Cave and the Bad Seeds de 1997.
- All the Things She Said par t.A.T.u. de 2002.
- Mr. Brightside par The Killers de 2004.
- At the River (en) par Groove Armada.
- Mid Air par Paul Buchanan.
- Friday I'm in Love par The Cure de 1992.
- How Long Will I Love You? (en) de Mike Scott.
- Foolish (en) par Ashanti de 2002.
- Petardu par Delorentos (en).
- Lived in Bars par Cat Power.
- Green Heart par Christoph Bauschinger.

#### Musiques non mentionnées dans le générique
Par Nick Laird-Clowes (en) :
- The About Time Theme, durée : 2 min 22 s.
- Golborne Road, durée : 2 min 16 s.

## Accueil

### Accueil critique
Il était temps a rencontré un accueil critique allant de positif à mitigé dans les pays anglophones, obtenant 69 % d'avis favorables sur le site Rotten Tomatoes, basé sur cent-cinquante-quatre commentaires collectés et une note moyenne de 6,3⁄10. Le site Metacritic lui attribue un score moyen de 55⁄100 basé sur trente-quatre commentaires collectés. Les sites IMDb et TMDb lui attribuent chacun une note plus élevée que les sites précédents : 7,8⁄10 pour 244 758 notes sur le premier site, et 78 % d'avis favorables sur le second.
En France, l'accueil critique est plutôt positif, le site Allociné propose une note moyenne de 3,2⁄5 à partir de l'interprétation de critiques provenant de 19 titres de presse. Les spectateurs, eux, lui attribuent sur le même site une note moyenne de 4,2⁄5 pour un total de 5 378 notes dont 516 critiques.

### Box-office
Sorti le 4 septembre 2013 au Royaume-Uni dans 556 salles, Il était temps prend directement la première place du box-office britannique avec 1 761 079 £ de recettes pour son premier week-end d'exploitation en salles. La semaine suivante, le film chute de trois places avec 1 092 192 £ engrangées au cours de son second week-end à l'affiche. Il était temps garde la quatrième place en troisième semaine avec 701,473 £ totalisée au cours du week-end. En quatrième semaine, le film totalise 6 263 595 £ après avoir engrangé 485,780 £ en week-end. Il quitte le top 10 hebdomadaire en cinquième semaine après avoir engrangé 288,289 £.
En France, le film ne parvient pas à entrer dans le top 10 hebdomadaire du box-office lors de sa sortie, ne prenant que la douzième position en première semaine avec 115 791 entrées.

## Distinctions
Sauf indication contraire, les informations mentionnées dans cette section peuvent être confirmées par la base de données cinématographiques IMDb,  présente dans la section « Liens externes ».

### Récompenses
- Utah Film Critics Association Awards 2013 : Meilleur acteur dans un second rôle pour Bill Nighy
- Prix de l'ATAA 2015 : prix de l'adaptation en doublage pour un film en prises de vue réelles pour Sylvie Caurier[18]

### Sélection
- Festival du film de New York 2013